# Kluszkowce

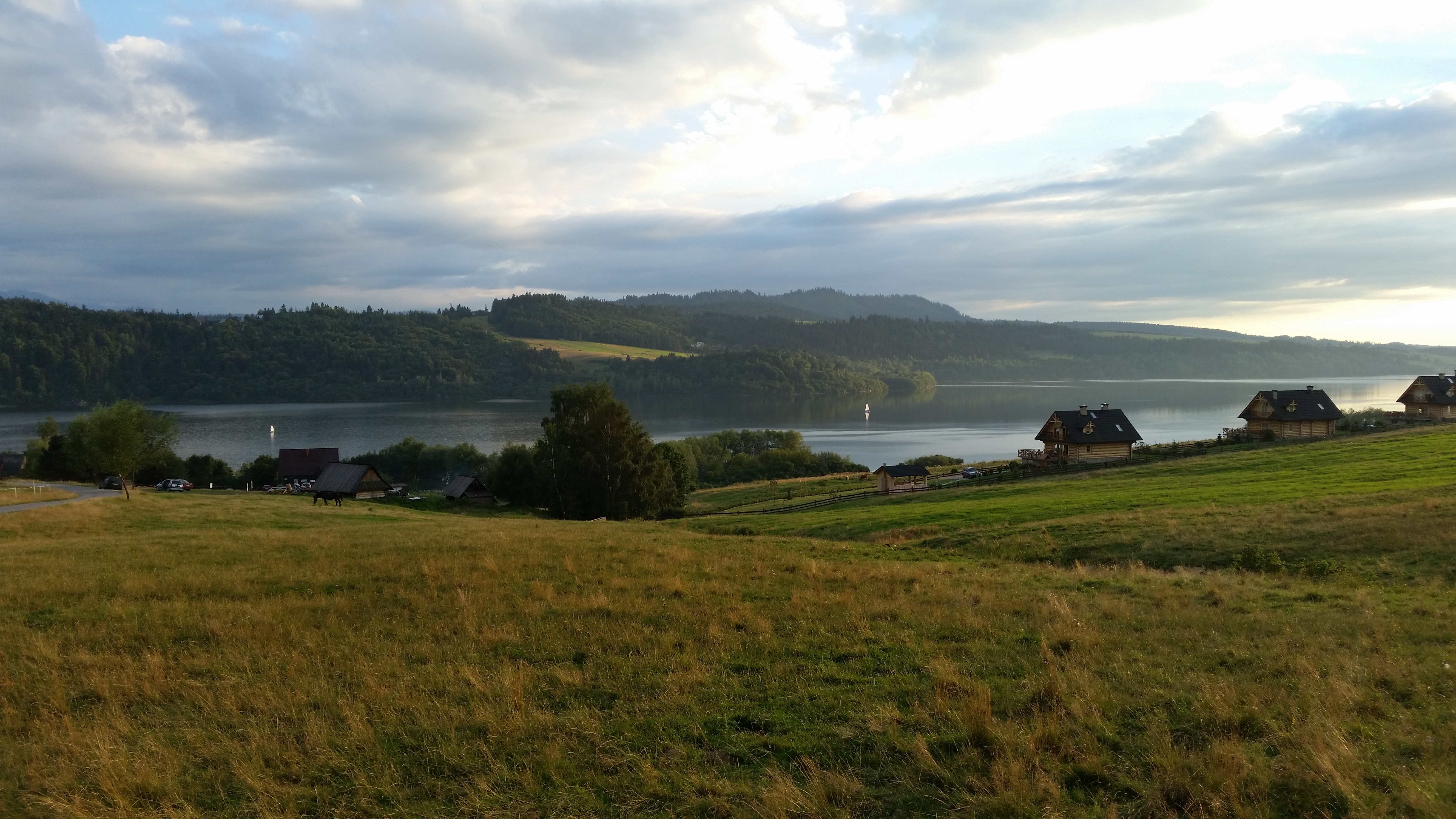
Kluszkowce – Jezioro Czorsztyńskie

Kluszkowce – wieś w Polsce położona w województwie małopolskim, w powiecie nowotarskim, w gminie Czorsztyn, przy drodze wojewódzkiej nr 969 (Stary Sącz – Nowy Targ). Zabudowania i pola uprawne wsi znajdują się w dolinie potoku Kluszkowianka, u podnóży południowych stoków Pasma Lubania w Gorcach. Od wschodniej strony nad miejscowością wznosi się góra Wdżar.

## Historia
Historia miejscowości sięga XIII wieku. Akt lokacyjny Kluszkowiec pochodzi z 1307 roku. Na jego mocy ksieni starosądeckich klarysek Stronisława nadaje tytuł zasadźcy Hynce Czarnemu, a także dobra klasztorne w celu założenia wsi na prawie magdeburskim. Wieś królewska Kluczkowice, położona w drugiej połowie XVI wieku w powiecie sądeckim województwa krakowskiego, należała do tenuty czorsztyńskiej.  Około 1870 roku zaczęto pozyskiwać andezyt, z którego zbudowana jest góra Wdżar. W 1926 górę nabył zarząd miasta Nowego Sącza, by następnie odsprzedać ją w 1929 spółce Kamieniołomy Miast Małopolskich. Kamieniołom zatrudniał ok. 300 pracowników i stanowił istotny element lokalnej gospodarki, a także dawał utrzymanie okolicznej ludności. Kluszkowce już na początku XX wieku były popularną wioską letniskową, a od momentu powstania Zbiornika Czorsztyńskiego przeżywają prawdziwy najazd turystów. U wylotu Kluszkowianki powstało centrum sportów wodnych z przystanią dla jachtów i wypożyczalnią sprzętu wodnego. Zwolennicy jazdy na nartach spotykają się zimą na zboczach góry Wdżar wznoszącej się 767 m n.p.m., na których znajduje się Ośrodek Narciarski Czorsztyn-Ski (stoki oświetlone, sztucznie naśnieżane, z dwoma wyciągami krzesełkowymi i paroma talerzykowymi wyciągami narciarskimi).
W latach 1975–1998 miejscowość administracyjnie należała do województwa nowosądeckiego.

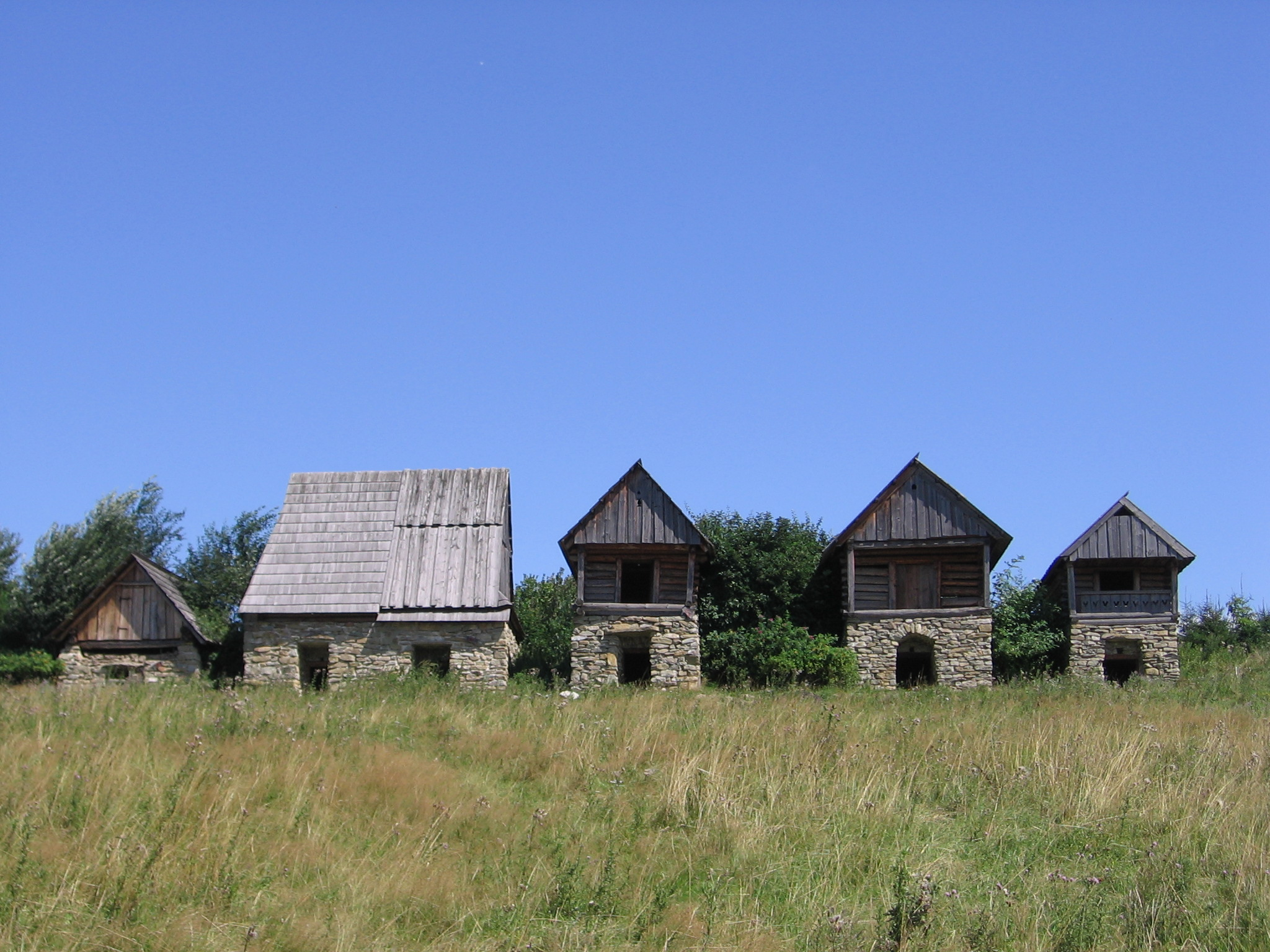
Zespół zabytkowych piwniczek w osadzie turystycznej „Czorsztyn”
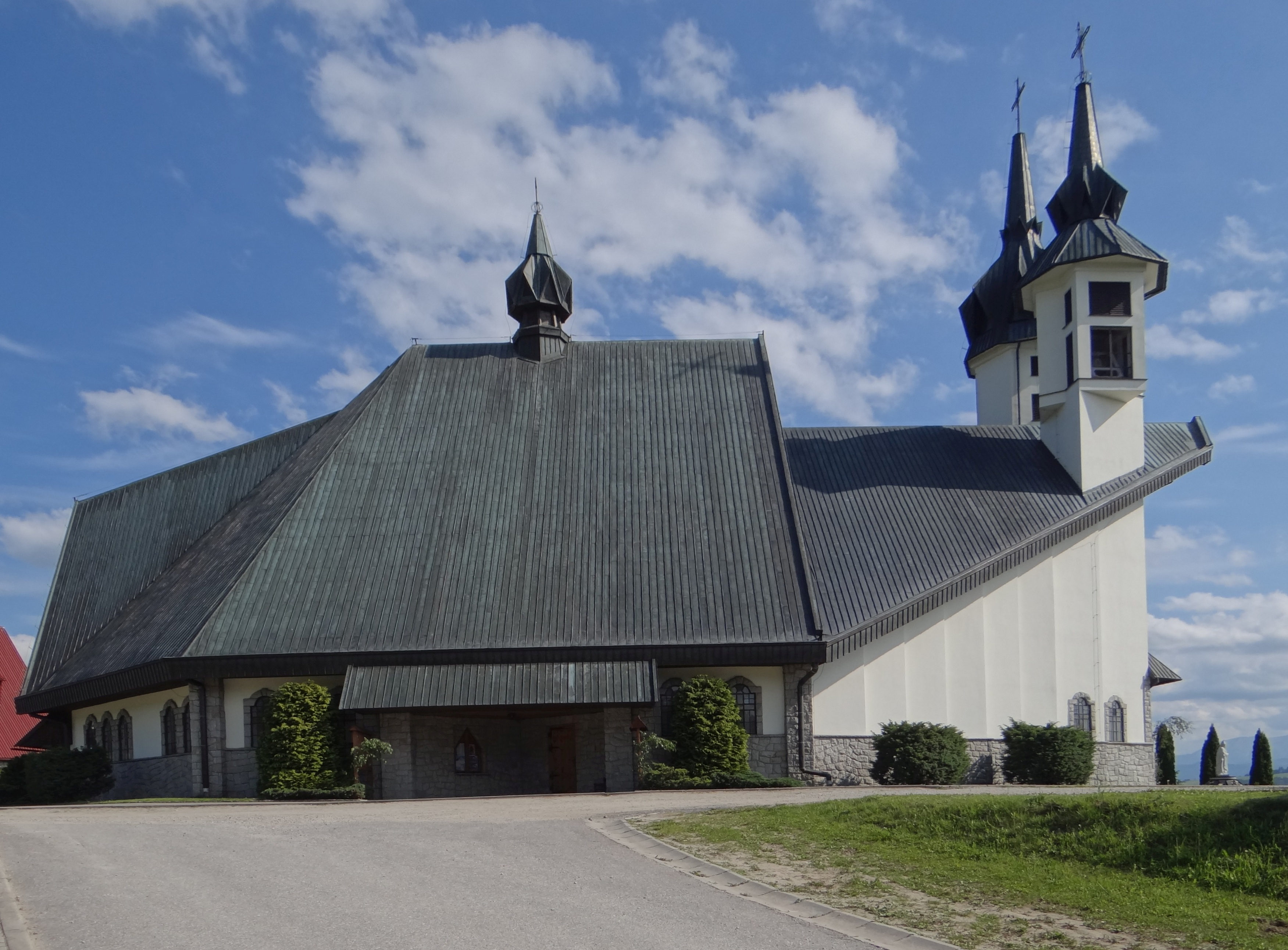
Kościół